# Pierre de pignon
Une pierre de pignon (en néerlandais : gevelsteen) est une plaque de pierre gravée souvent colorée, qui est posée sur des murs d'immeuble, souvent à environ 4 mètres du sol. Elle sert à identifier (domonyme) et décorer l'immeuble. Elle dit également quelque chose de son propriétaire.

## Histoire
Les pierres de pignon sont apparues au XVIe siècle, avant la mise en place de la numérotation des immeubles, en remplacement des enseignes suspendues dans le double but d'identifier et de décorer une maison. Elle combine une image avec une inscription, ou juste une date. Le nom ou la profession du propriétaire peut être illustré, par exemple un bateau pour un marin. D'autres portent le nom de personnes connues ou de destinations commerciales lointaines. Certaines pierres jouent le rôle de protection en citant les Saintes Écritures. Un motif fréquent des pierres de pignons néerlandaises est Nooit Volmaakt (« Jamais parfait »), qui témoigne de la croyance que seul Dieu est la perfection. Certaines pierres de pignon dépassent le cadre utilitaire ou religieux avec un trait d'humour souvent avec un calembour visuel. Par exemple, la pierre Batenburg à Amsterdam utilise le jeu de mots avec les mots baten (« faire des bénéfices ») et burg (« château »), pour former le nom d'un village proche de Nimègue.
Les pierres de pignon sont particulièrement typiques de l'architecture d'Amsterdam mais sont aussi présentes dans d'autres villes d'Europe telles que Maastricht, Bruxelles, Liège, Namur, Tournai, Mons, Lille et Copenhague. Il y a environ 2 500 pierres de pignon aux Pays-Bas dont 850 à Amsterdam et 250 à Maastricht. Certaines sont conservées par les Amis des pierres de pignons d'Amsterdam.